# Scott Elrod
Scott Michael Elrod (ur. 10 lutego 1975 w Bitburgu) – amerykański aktor telewizyjny.

## Życiorys
Urodzony w Niemczech jako syn pilota F-16, wraz ze swoją rodziną przeniósł się na Filipiny. Następnie dorastał w Parker, w stanie Kolorado. Marzył, aby w przyszłości podobnie jak jego ojciec zostać pilotem. Odbył szkolenie na licencję pilota samolotowego i został kontrolerem ruchu lotniczego. Jednak po obejrzeniu filmu Top Gun z Tomem Cruise zapragnął występować na ekranie.
Przez trzynaście dni uczęszczał do klasy aktorskiej w Los Angeles. Pojawił się gościnnie w serialach CBS: CSI: Kryminalne zagadki Nowego Jorku (CSI: NY, 2006) i CSI: Kryminalne zagadki Miami (CSI: Miami, 2008) oraz ABC Uwaga, faceci! (Men in Trees, 2007-2008).
W latach 2014–2015 występował jako Joe Clark w operze mydlanej CBS Żar młodości. W 2016 przyjął rolę doktora majora Willa Thorpe w 12 sezonie serialu ABC Chirurdzy.
W grudniu 2015 związał się z Vanessą Vazart, z którą ma syna Eastona Thomasa (ur. 21 czerwca 2016).

## Filmografia

### Filmy
- 2008: Kobiece sztuczki (Tricks of a Woman) jako Rex Waverly
- 2010: Tak to się teraz robi (The Switch) jako Declan
- 2011: Obsesja (Escapee) jako oficer Carter Thomas
- 2012: Operacja Argo (Argo) jako Achilles Crux
- 2013: Ocalony (Lone Survivor) jako Peter Musselman

### Seriale TV
- 2005: CSI: Kryminalne zagadki Nowego Jorku (CSI: NY) jako młody mężczyzna
- 2006: Pożądanie (Desire) jako Daniel
- 2007-2008: Uwaga, faceci! (Men in Trees) jako Cash
- 2008: CSI: Kryminalne zagadki Miami (CSI: Miami) jako Jim Farber
- 2012: Castle jako Brad Dekker
- 2012: Agenci NCIS: Los Angeles jako Brett Turner
- 2014: Jeden gniewny Charlie (Anger Management) jako Tim
- 2014–2015: Żar młodości (The Young and the Restless) jako Joe Clark
- 2015: Sposób na morderstwo (How To Get Away With Murder) jako Gideon Holt
- 2016: Chirurdzy (Grey's Anatomy) jako William Thorpe
- 2016: Chicago Fire jako Travis Brenner